# Jeunesse de Gauche
 (septembre 2023).
La mise en forme du texte ne suit pas les recommandations de Wikipédia : il faut le « wikifier ».
Les points d'amélioration suivants sont les cas les plus fréquents :
- Les titres sont pré-formatés par le logiciel. Ils ne sont ni en capitales, ni en gras.
- Le texte ne doit pas être écrit en capitales (les noms de famille non plus), ni en gras, ni en italique, ni en « petit »…
- Le gras n'est utilisé que pour surligner le titre de l'article dans l'introduction, une seule fois.
- L'italique est rarement utilisé : mots en langue étrangère, titres d'œuvres, noms de bateaux, etc.
- Les citations ne sont pas en italique mais en corps de texte normal. Elles sont entourées par des guillemets français : « et ».
- Les listes à puces sont à éviter, des paragraphes rédigés étant largement préférés. Les tableaux sont à réserver à la présentation de données structurées (résultats, etc.).
- Les appels de note de bas de page (petits chiffres en exposant, introduits par l'outil «  Source ») sont à placer entre la fin de phrase et le point final[comme ça].
- Les liens internes (vers d'autres articles de Wikipédia) sont à choisir avec parcimonie. Créez des liens vers des articles approfondissant le sujet. Les termes génériques sans rapport avec le sujet sont à éviter, ainsi que les répétitions de liens vers un même terme.
- Les liens externes sont à placer uniquement dans une section « Liens externes », à la fin de l'article. Ces liens sont à choisir avec parcimonie suivant les règles définies. Si un lien sert de source à l'article, son insertion dans le texte est à faire par les notes de bas de page.
- La présentation des références doit suivre les conventions bibliographiques. Il est recommandé d'utiliser les modèles {{Ouvrage}}, {{Chapitre}}, {{Article}}, {{Lien web}} et/ou {{Bibliographie}}. Le mode d'édition visuel peut mettre en forme automatiquement les références.
- Insérer une infobox (cadre d'informations à droite) n'est pas obligatoire pour parachever la mise en page.

Pour une aide détaillée, merci de consulter Aide:Wikification.
Si vous pensez que ces points ont été résolus, vous pouvez retirer ce bandeau et améliorer la mise en forme d'un autre article.
 (septembre 2023).
La Jeunesse de Gauche (en chinois mandarin : 左翼青年), est une communauté de jeunes chinois pour les manifestations pour les droits des travailleurs de Shenzhen Jasic en 2018. Et la Jeunesse de gauche a été réprimée par les forces de l'ordre.
La jeunesse chinoise de gauche est principalement composée de jeunes étudiants nés dans les années 1990, et ils constituent une très petite minorité parmi les étudiants chinois[réf. nécessaire]. Ces étudiants sont généralement organisés au nom de clubs de lecture et de sociétés étudiantes, présents dans les grandes universités, de tailles et de noms différents. Ces organisations étudiantes ont en commun de défendre les droits des travailleurs ; elles dénoncent un fossé grandissant entre riches et pauvres, et se réfèrent au marxisme comme source de compréhension du fonctionnement social,.
L'historien Zhang Lifan déclare : « ces enfants ont appris à croire au marxisme pendant leur éducation. Cependant, la gouvernance du Parti communiste s'est écartée de la théorie marxiste et la promesse de prospérité commune du Parti communiste ne s'est pas concrétisée ». Ainsi, la Jeunesse de gauche estime que ce qui leur a été enseigné à l'école est contraire à la réalité. Elle pense qu'en fait la société chinoise est injuste et elle demande le rétablissement d'un ordre social juste, basé sur l'éducation marxiste qu'elle a reçue. Zhang Lifan considère que la Jeunesse de gauche a des activités semblables à celle du premier Parti communiste chinois. Selon les observateurs cités par la BBC en 2018, la Chine a connu un ralentissement de sa croissance économique depuis plusieurs années, et les conflits politiques se sont intensifiés. Les entreprises chinoises privées et les entreprises étrangères à forte intensité de main-d'œuvre portent atteinte aux droits des travailleurs quand elles réduisent leurs coûts, ce qui donne une base massive pour les mouvements de protection des droits.
Une figure clé de la communauté est Yue Xin. En 2018, des militants étudiants de gauche disparaissent. Les enlèvements ont lieu alors que ces étudiants menaient une campagne pour l'amélioration de la protection des travailleurs. Une accentuation de la répression gouvernementale a commencé après qu'un groupe de travailleurs à Shenzhen a demandé la formation d'un syndicat pour défendre ses droits. Le gouvernement a refusé et, selon le groupe d'ouvriers, des dizaines d'entre eux ont été arrêtés. Une campagne nationale a alors débuté pour les soutenir ; Yue Xin a publié une lettre appelant l'ensemble des étudiants chinois à signer une pétition. Yue Xin a alors disparu fin août 2018, sans que la police chinoise ne déclare d'arrestation officielle. Des étudiants de l'université de Pékin ont alors créé le mouvement « Mouvement Trouvons Yue », afin de faire pression sur les autorités qui s'en prenaient aux étudiants. Mais des membres de ce mouvement ont alors eux-mêmes disparu. En septembre 2023, Le Soir indique que Yue Xin n'a toujours pas été libérée.